# Satya Atluri
Satya Atluri é um engenheiro estadunidense nascido na Índia.